# Kostas Tsartsaris
Konstandinos "Kostas" Tsartsaris (gr. Κωνσταντίνος Τσαρτσαρής; ur. 17 października 1979 w Werii) – grecki koszykarz występujący na pozycjach silnego skrzydłowego oraz środkowego, od zakończenia kariery zawodniczej trener koszykarski, obecnie asystent trenera Panathinaikosu Ateny.

## Osiągnięcia
Stan na 16 maja 2016, na podstawie, o ile nie zaznaczono inaczej.

### Zawodnicze
Drużynowe
- Mistrz:
  - Euroligi (2007, 2009, 2011)
  - Grecji (2003, 2004, 2005, 2006, 2007, 2008, 2009, 2010, 2011, 2013)
- Wicemistrz:
  - Islandii (1998)
  - Grecji (2012)
- Brąz Euroligi (2005)
- 4. miejsce w Eurolidze (2012)
- Zdobywca:
  - Pucharu:
    - Grecji (2003, 2005–2009, 2012, 2013)
    - Islandii (1998)
- Finalista Pucharu Grecji (2010, 2011)
- Uczestnik rozgrywek:
  - TOP 8 Euroligi (2002/03, 2005/06, 2012/13)
  - TOP 16 Euroligi (2003/04, 2007/08, 2009/10)

Indywidualne
- MVP Pucharu Grecji (2006–2008)
- Najlepszy Młody Zawodnik ligi greckiej (1999)
- Uczestnik greckiego meczu gwiazd (2001, 2002, 2004, 2005, 2006, 2007, 2008)
- Zaliczony do I składu ligi greckiej (2004)

Reprezentacja
Seniorów
- Mistrz:
  - Europy (2005)
  - turnieju Akropolu (2002, 2005, 2006, 2007, 2008, 2010)
  - Pucharu Stankovicia (2006)
- Wicemistrz świata (2006)
- Uczestnik:
  - mistrzostw Europy (2005, 2007 – 4. miejsce)
  - mistrzostw świata (2006, 2010 – 11. miejsce)
  - igrzysk olimpijskich (2004 – 5. miejsce, 2008 – 5. miejsce)
  - mistrzostw Europy U–22 (1998)

### Trenerskie
Jako asystent
- Wicemistrz Grecji (2015)
- Zdobywca Pucharu Grecji (2015, 2016)
- Uczestnik rozgrywek TOP 8 Euroligi (2015, 2016)